# Mesembia chamulae
Mesembia chamulae är en insektsart som beskrevs av Ross 1984. Mesembia chamulae ingår i släktet Mesembia och familjen Anisembiidae. Inga underarter finns listade i Catalogue of Life.